# Ляпино (Воронежская область)
Ляпино — хутор в Каменском районе Воронежской области России.
Входит в состав Евдаковского сельского поселения

## Климат
Климат умеренно-континентальный. На климат влияет климатообразующее течение (течение Воейкова), протекающее из Забайкалья, Алтая, Монголии через Казахстан.. 

## География
Ляпино расположено в 8 км к северу от Каменки (административного центра района) по автодороге. Евдаково - ближайший сельский населенный пункт.

### Улицы
- ул. Лесная,
- ул. Нагорная.

## Население
| Изменение населения |      |
| 2002                | 2010 |
| 89                  | 66   |